# Hydrodromidae
Hydrodromidae (лат.) — семейство тромбидиформных водяных клещей из надсемейства Hydryphantoidea (Parasitengona, Prostigmata).

## Описание
Микроскопического размера клещи (около 1 мм). Идиосома без дорсальных пластинок; латеральные глаза не в капсулах; пальпы хелатные; заострённый дорсодистальный выступ P4 достигает вершины P5. Генитальные створки со многими ацетабулами Ac; коксы с длинными волосками; латеральные глаза разделены по бокам, с линзами, но не в капсулах. Гнатосома с дорсодистальным голенным «когтем», выходящим далеко за пределы основания тарзуса; голени длиннее genua. Хелицеры 2-сегментные.
Представители рода Hydrodroma обитают в ручьях, прудах и озёрах по всему миру. Дейтонимфы и взрослые особи — активные, но неуклюжие пловцы, а особи широко распространённого вида H. despiciens (Miiller), как сообщается, питаются яйцами комаров-хирономид (Wiles 1982). Личинки паразитируют на Diptera, особенно Chironomidae.

## Систематика
Включает 2 рода и около 30 видов.
- Hydrodroma C.L.Koch, 1837[7][8][9][10] (=Diplodontus Lundblad, 1927; = Hydodroma Berlese, 1891)
  - Hydrodroma amoenoderma Gerecke, 2020
  - Hydrodroma angelieri Pesic & Smith, 2022[11]
  - Hydrodroma argentinensis Pešić & Smit, 2022[12]
  - Hydrodroma australis Pešić & Smit, 2007[13]
  - Hydrodroma bruneiensis Pesi
  - Hydrodroma cooki Pešić & Smit, 2007[14]
  - Hydrodroma despiciens (O.F.Müller, 1776)[15]
    - Hydrodroma despiciens crassiseta K. Viets, 1954[16]

  - Hydrodroma golestanica Pešić, Zawal, Saboori & Smit, 2021[17]
  - Hydrodroma kakadu Pesic & Smit, 2007[13]
  - Hydrodroma kununurra Pešić & Smit, 2007[13]
  - Hydrodroma lasioderma Gerecke, 2020
  - Hydrodroma liberiensis Cook, 1966[18]
  - Hydrodroma longiseta K. Viets, 1954[19]
  - Hydrodroma megalonyx Gerecke, 2020
  - Hydrodroma meridionalis Pešić & Smit, 2011[20]
  - Hydrodroma mesembrina Gerecke, 2020
  - Hydrodroma monticola (Piersig, 1906)[21]
  - Hydrodroma novacaledonica Pešić et al., 2021[22]
  - Hydrodroma ocellata Walter & Bader, 1952[23]
  - Hydrodroma pacifica Pešić et al., 2021[22]
  - Hydrodroma peregrina (Koenike, 1905)
  - Hydrodroma perreptans (K.Viets, 1913)[24]
  - Hydrodroma persica Pešić & Saboori, 2012
  - Hydrodroma pilosa Besseling, 1940
  - Hydrodroma poseidon Gerecke, 2020
  - Hydrodroma reinhardi Pešić, 2002[25]
  - Hydrodroma rheophila Cook, 1967[26]
  - Hydrodroma robusta K. Viets, 1954
  - Hydrodroma stalagmophila Lundblad, 1941[27]
  - Hydrodroma tonapii Cook, 1967
  - Hydrodroma torrenticola Walter, 1908
  - Hydrodroma trigonometrica Walter, 1928[28]
  - Hydrodroma ungulata Lundblad, 1941[27]
  - Hydrodroma ventana Pešić & Smit, 2022[12]
  - Hydrodroma wilesi Pešić & Smit, 2007[14]
- Oxopsis Nordenskiöld, 1905[29]
  - Oxopsis diplodontoides Nordenskiöld, 1905 (Судан)

## Распространение
Повсеместно. Водяные клещи рода Hydrodroma были найдены во всех биогеографических регионах, кроме Антарктиды. Виды этого рода часто встречаются в различных типах стоячих вод, таких как озера, пруды, канавы и бассейны ручьев.